# Connie Culp
Connie Culp (26 de março de 1963) é a primeira estadunidense a fazer um transplante facial. Antes da cirurgia ela não conseguia respirar pelo nariz nem comer normalmente. Connie recebeu um tiro na face de seu marido em 2004. Fez a cirurgia para reconstruir a face sob comando da cirurgiã Maria Siemionow que durou 22 horas. Realizada no Cleveland's Clinic, a operação foi feita em 10 de dezembro de 2008, mas Connie somente teve sua identidade revelada em meados de 2009.